# 启辰
启辰（英文：Venucia）是中國一個汽车品牌，由东风汽车有限公司的子公司东风日产汽车公司拥有，於2010年9月上市。

## 历史
2010年9月，东风日产汽车公司推出了一个新的汽车品牌，启辰(Venucia)，专门针对中国国内市场，用来销售该公司设计和开发的汽车。
2011年11月，东风日产宣布，第一辆在Venucia劳斯莱斯出售的将是启辰D50中档轿车，基于日产颐达，在2012年上半年上市销售。
东风日产在2012年广州国际汽车展览会车展推出了启辰E30电动车版本。早期版本中，启辰E-概念车在2012年北京车展首次亮相。
2012年9月，东风日产推出了第二个款式，启辰R50五门中型两厢车，基于日产老款骐达。  启辰R50是在中国设计并且旨在出售给初次购车者的车型。
2014年7月，推出启辰R30基于日产玛驰平台打造，在东风日产的郑州工厂共线生产。
2018年11月20日，在广州车展推出T60，基于逍客平台，使用HR16 1.6L全铝发动机，匹配日产全新调校的XTRONIC CVT无级变速器。

## 車款
目前，以下启辰汽车在中国上市：
- D60, 四门紧凑型轿车（2017 年至今）
- 星, 紧凑型 SUV（2020 年至今）
- 大V, 紧凑型 SUV（2021 年至今）
- T60, 五门超小型 CUV（2019 年至今)
- VX6, 五门紧凑型電動 SUV (2023 年至今)

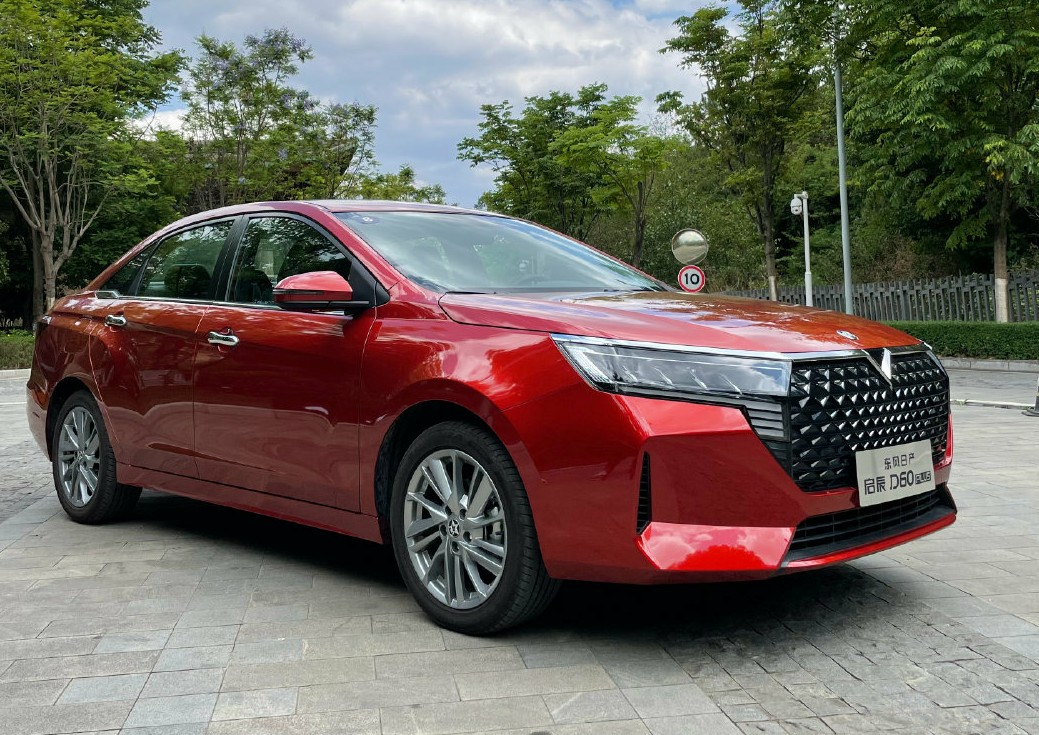
Venucia D60 Plus
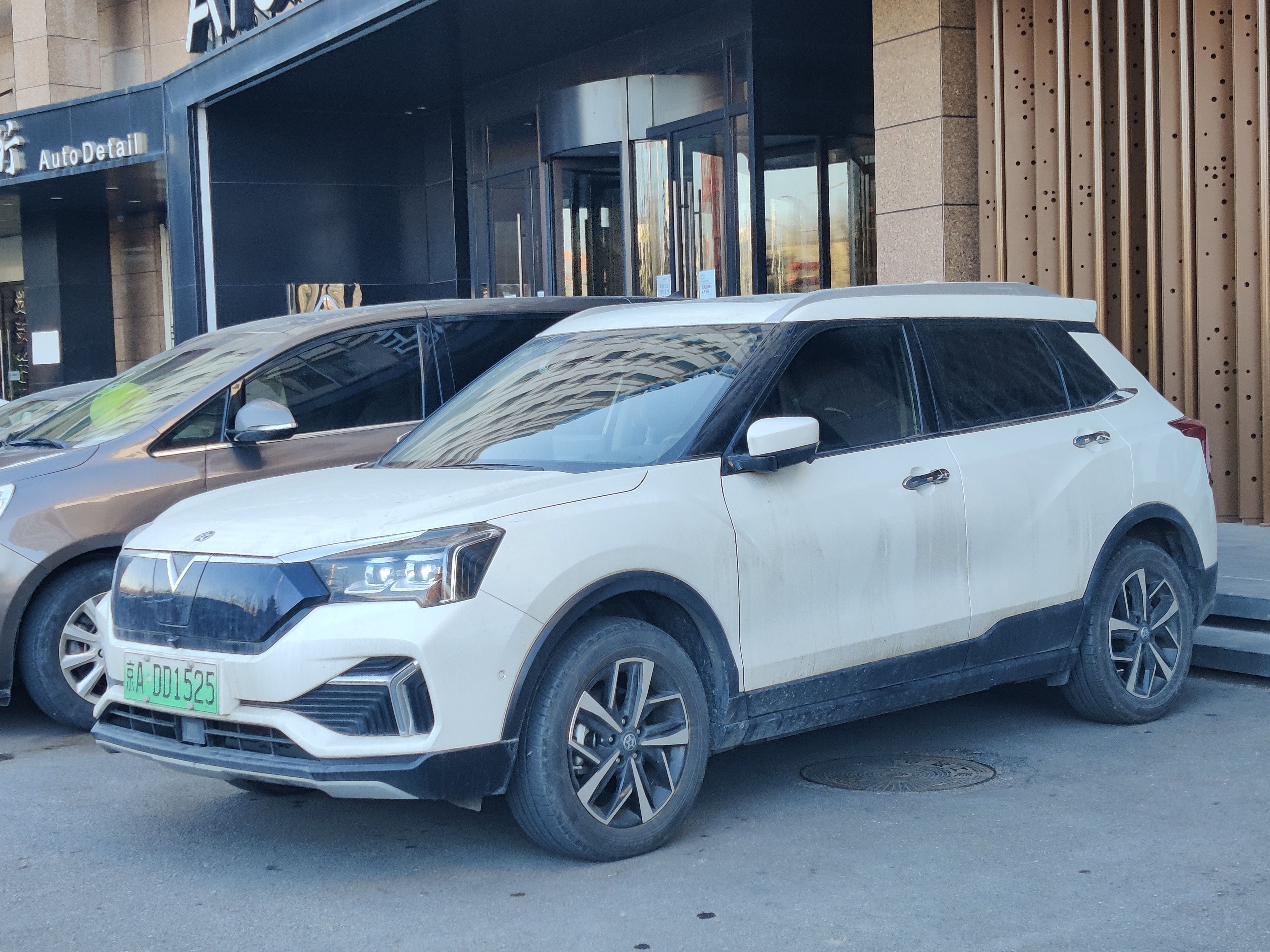
Venucia T60 EV
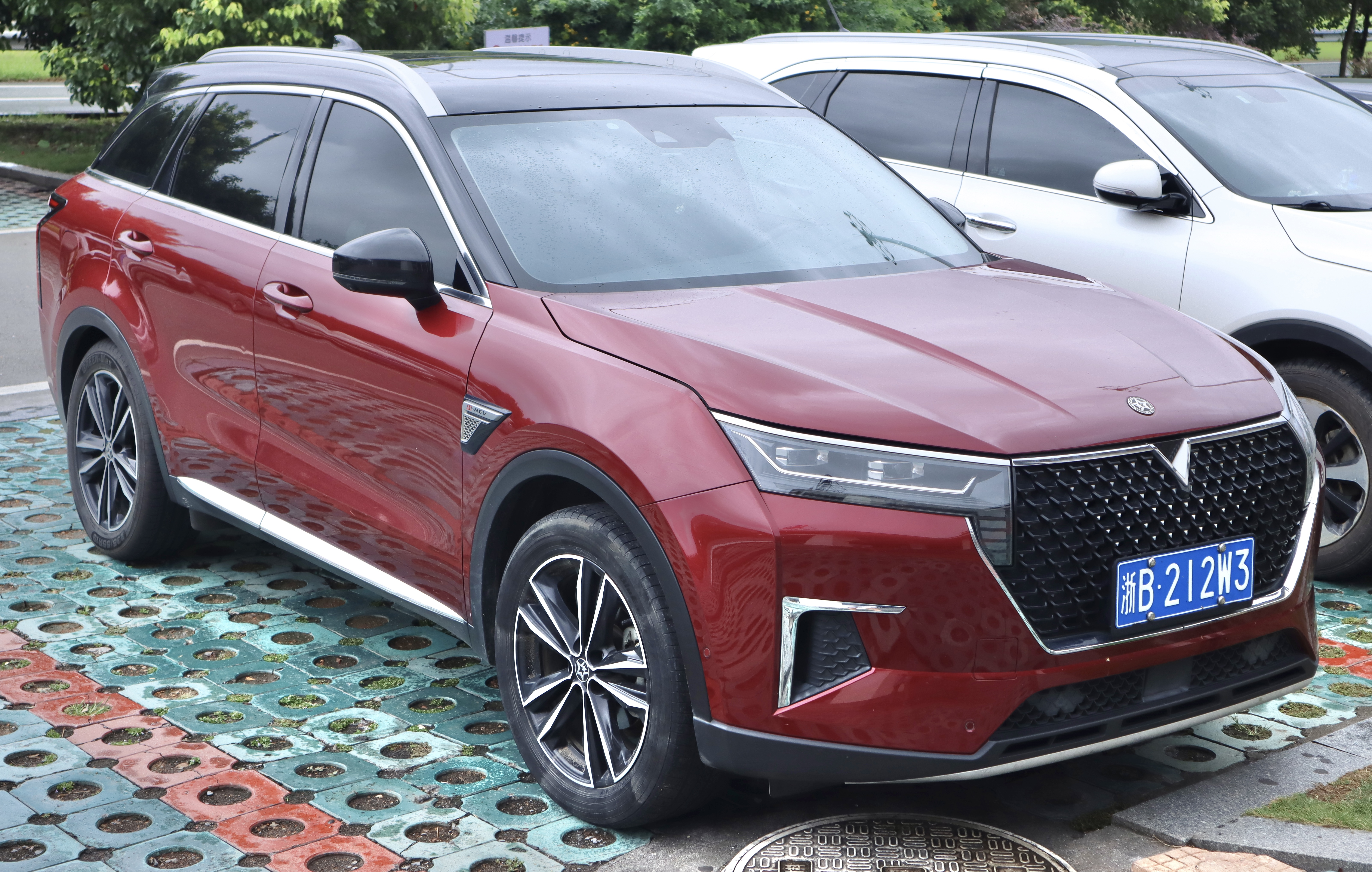
Venucia Xing (Star)
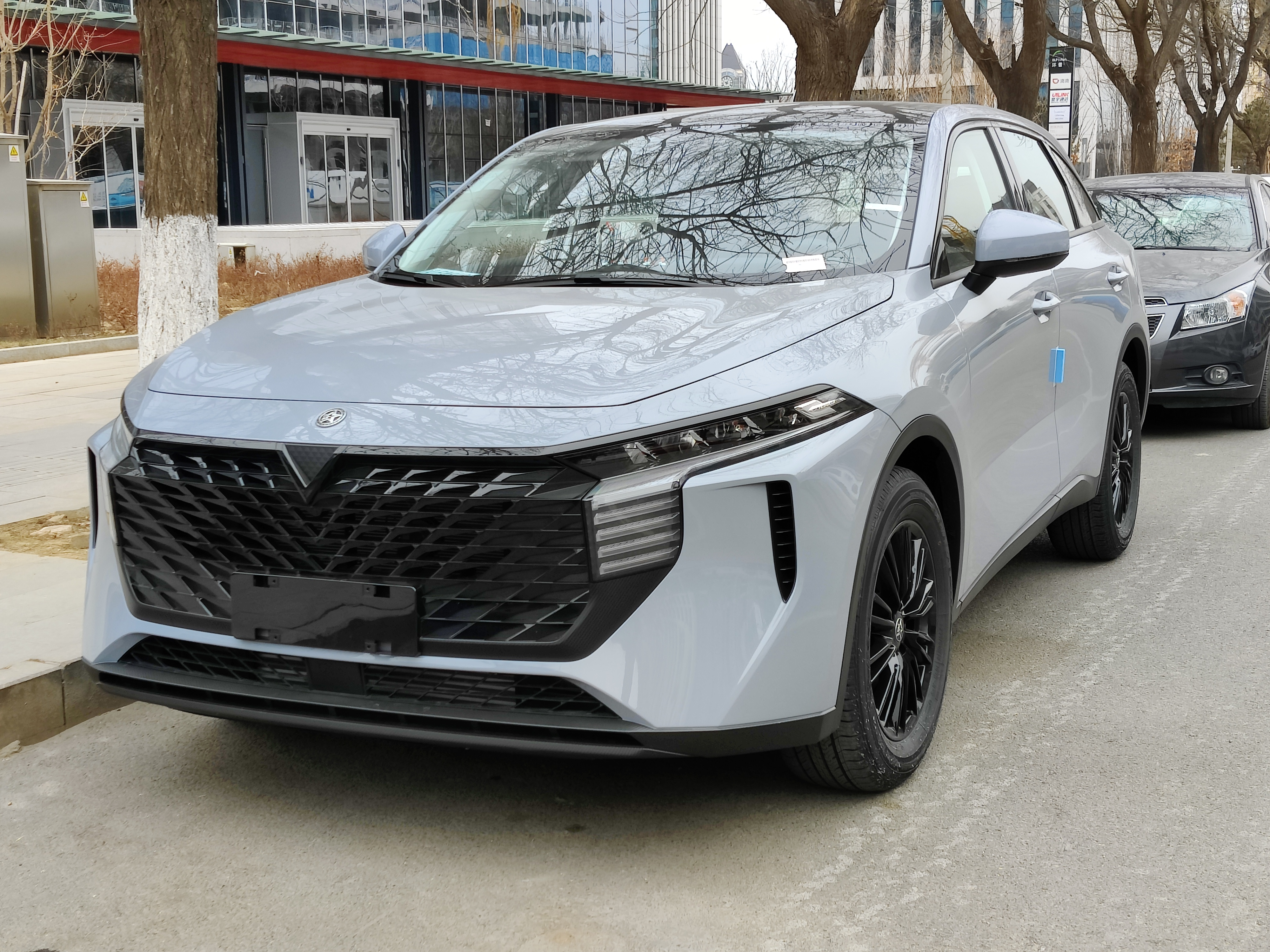
Venucia V-Online
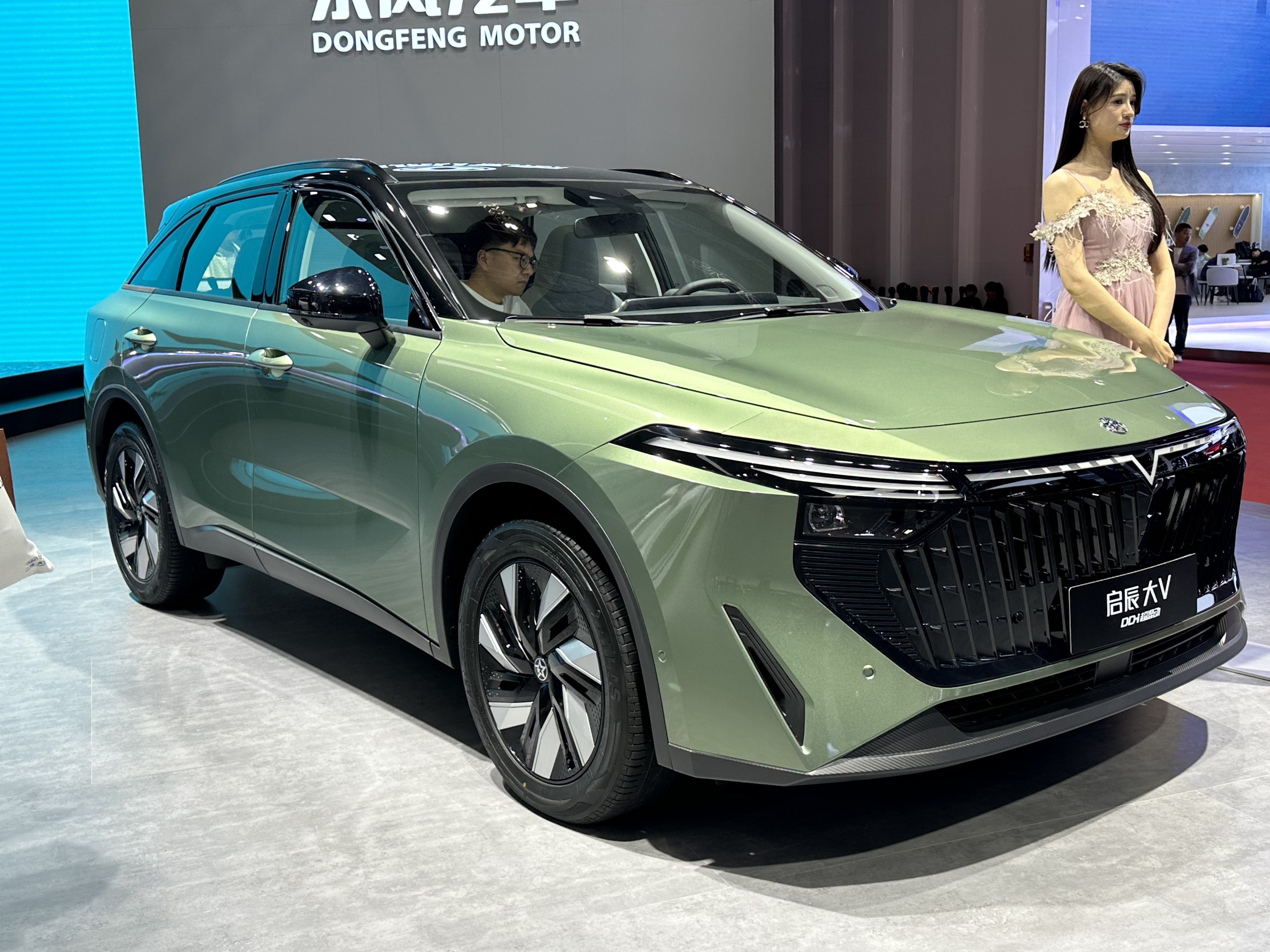
Venucia V-Online DD-i
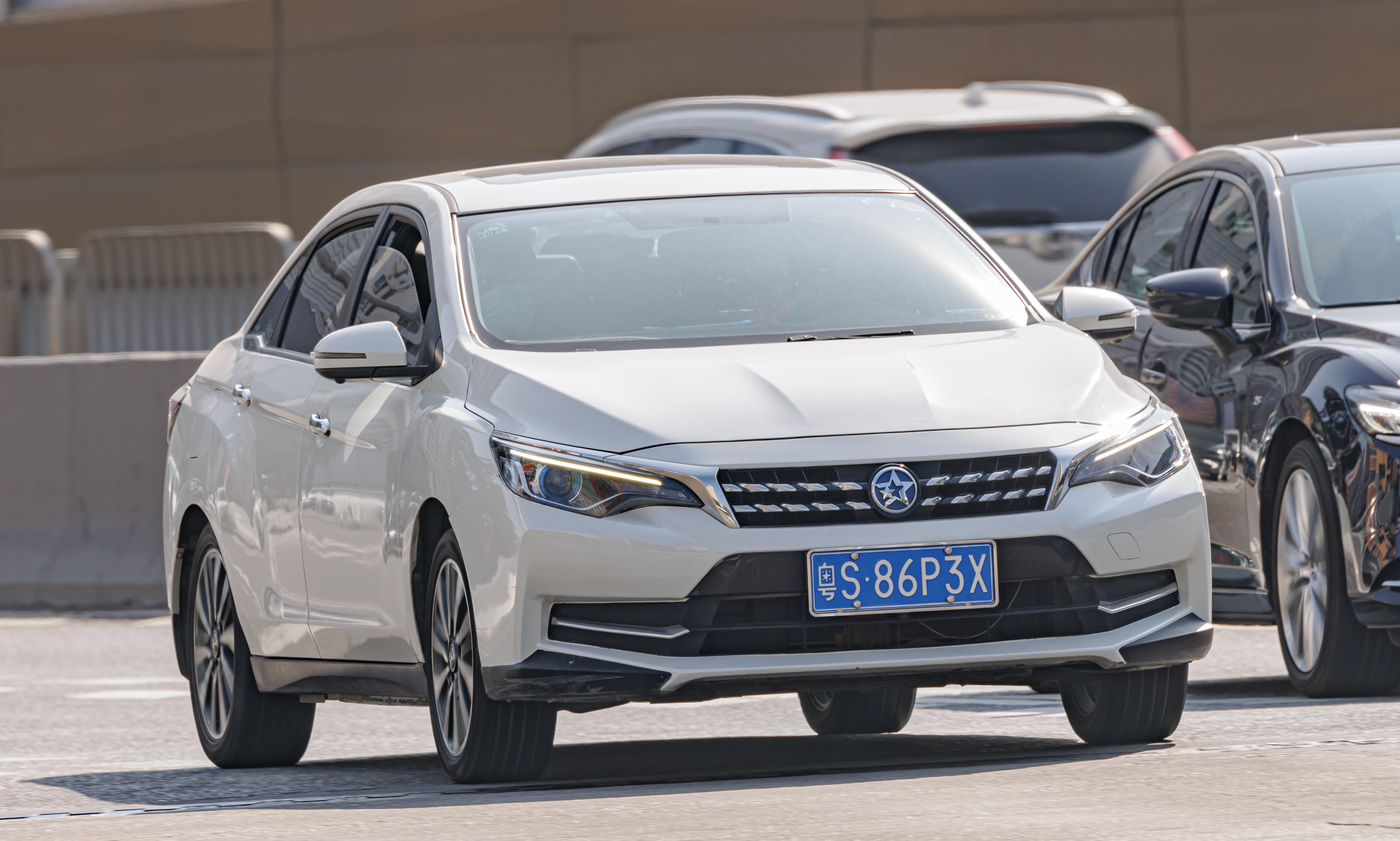
Venucia D60
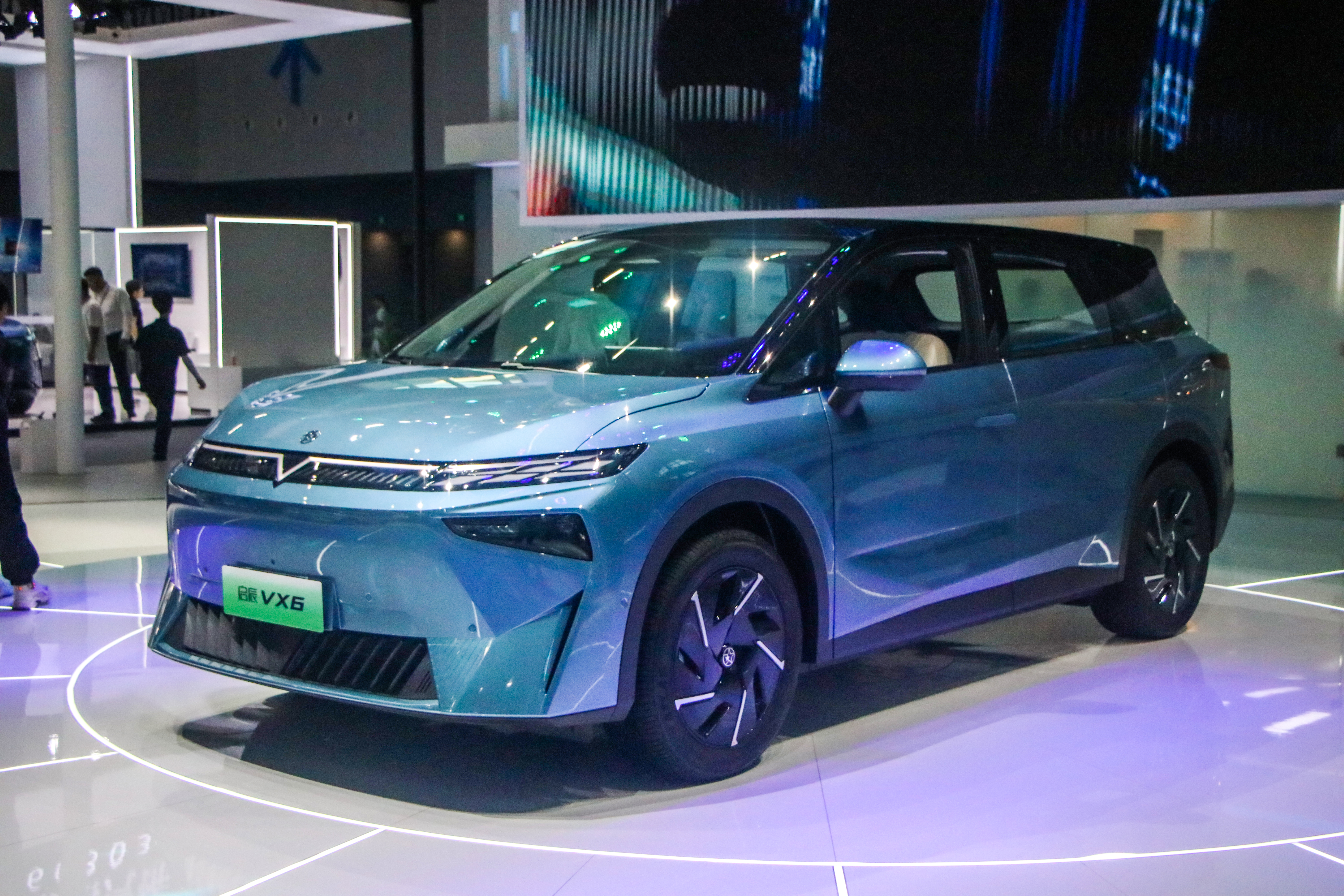
Venucia VX6

以下启辰车辆为停产产品：
- 启辰e30，基于EV Nissan Leaf (2015–2018), 电动汽车基于 Renault City K-ZE (2019–2023)
- M50V, MPV（2017–2020）
- R30, 五门 supermini (2014–2017)
- R50, 基于 Nissan Tiida 掀背车的五门超小型掀背车（2012-2017）
- R50X, 基于 Nissan Tiida 掀背车的 AWD 加高掀背车（2013-2017）
- D50, 基于 Nissan Tiida 轿车的四门小型轿车（2012-2017）
- T70X, 加高全轮驱动紧凑型五门 CUV (2015–2017)
- T70, 五门紧凑型 CUV（2015–2020)
- T90, 3 排中型溜背式 CUV（2016–2022）

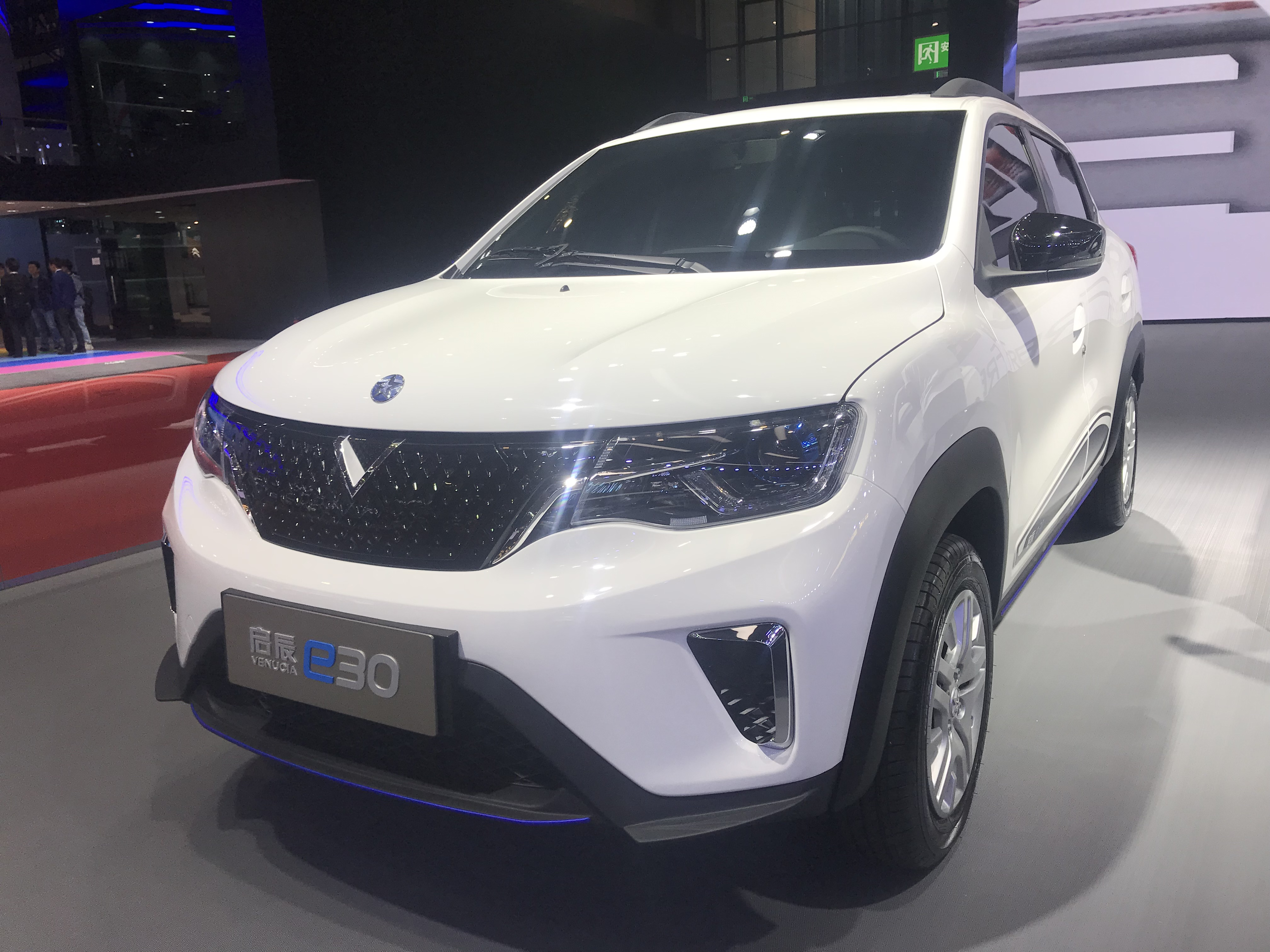
Venucia e30 EV (Post 2019)
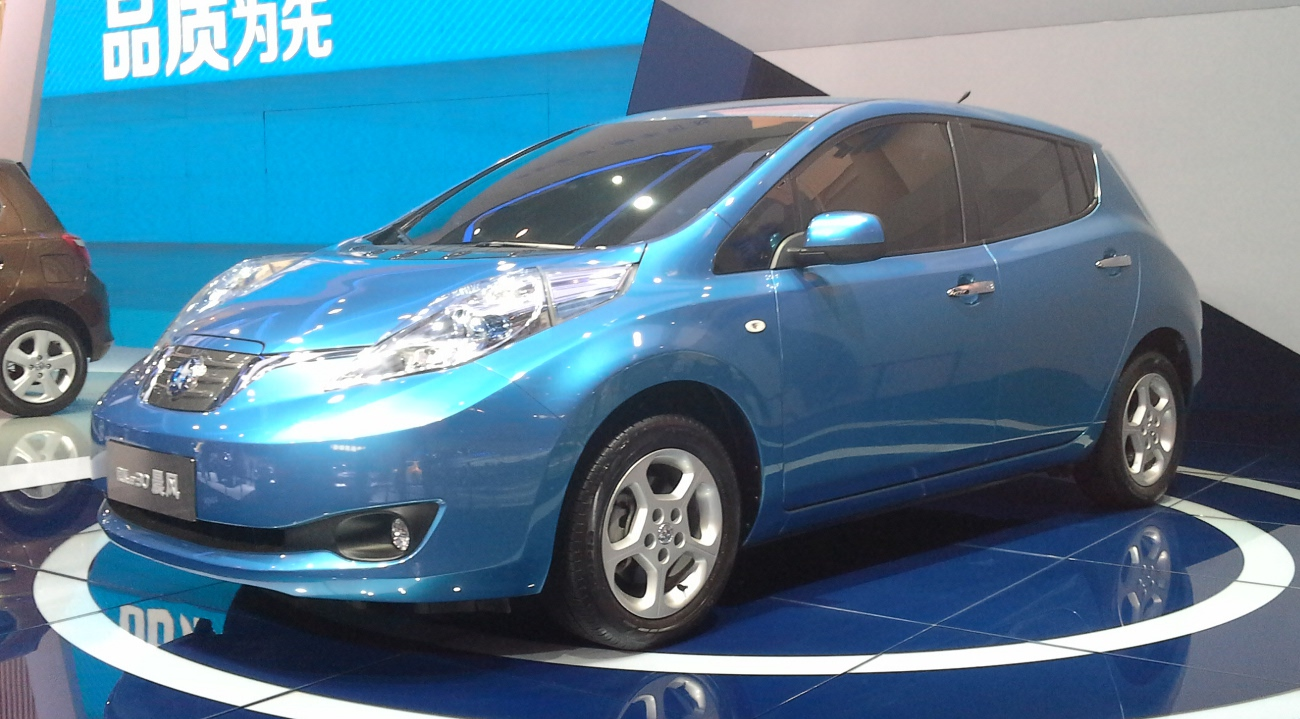
Venucia e30 EV
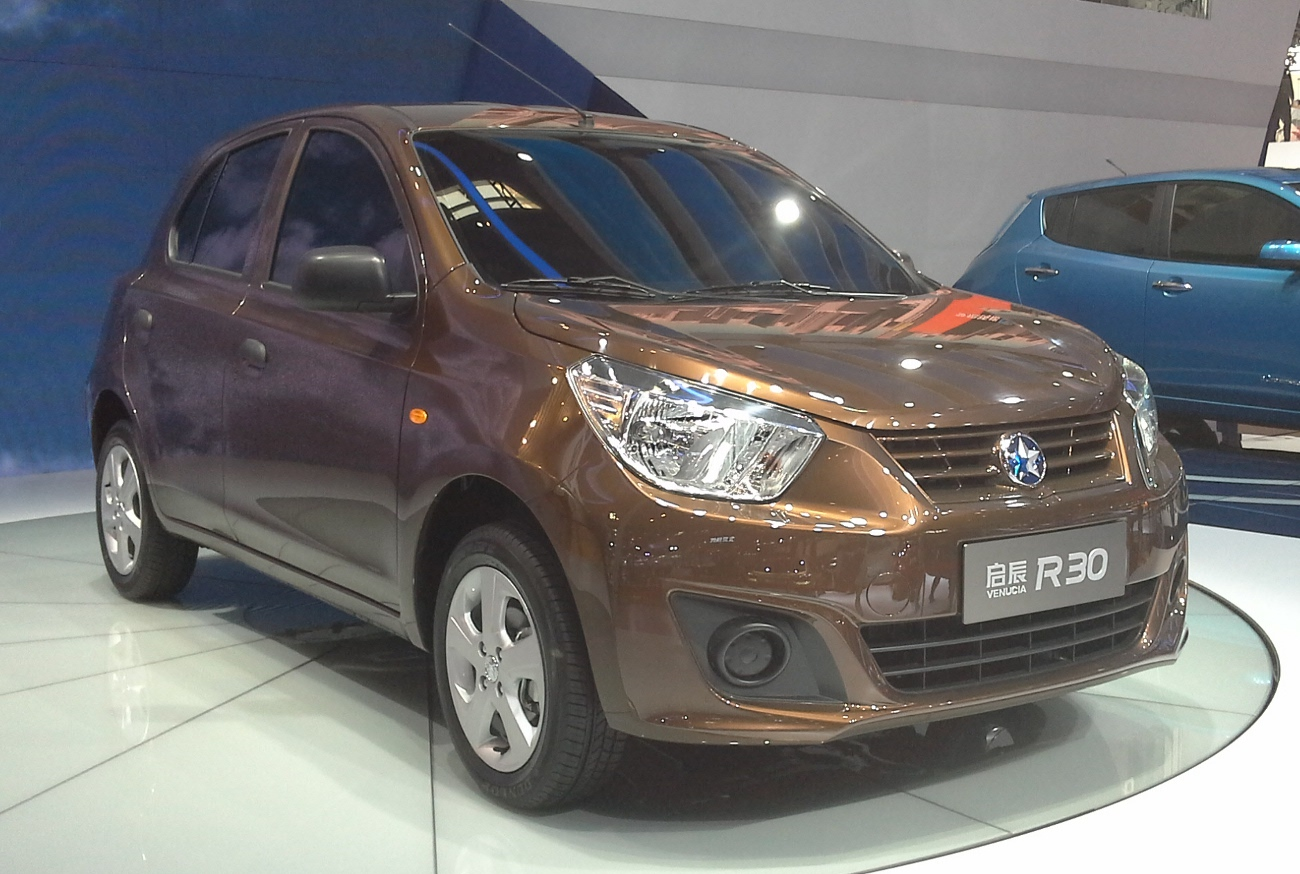
Venucia R30
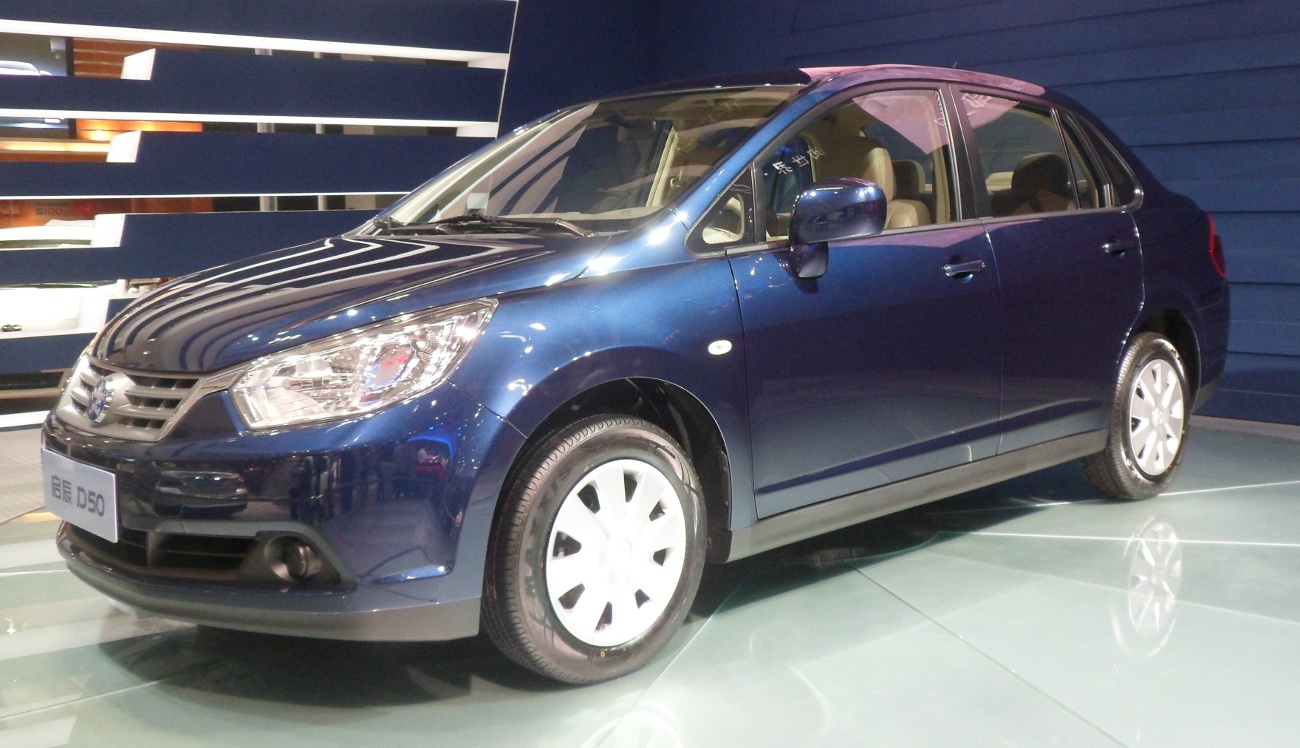
Venucia D50
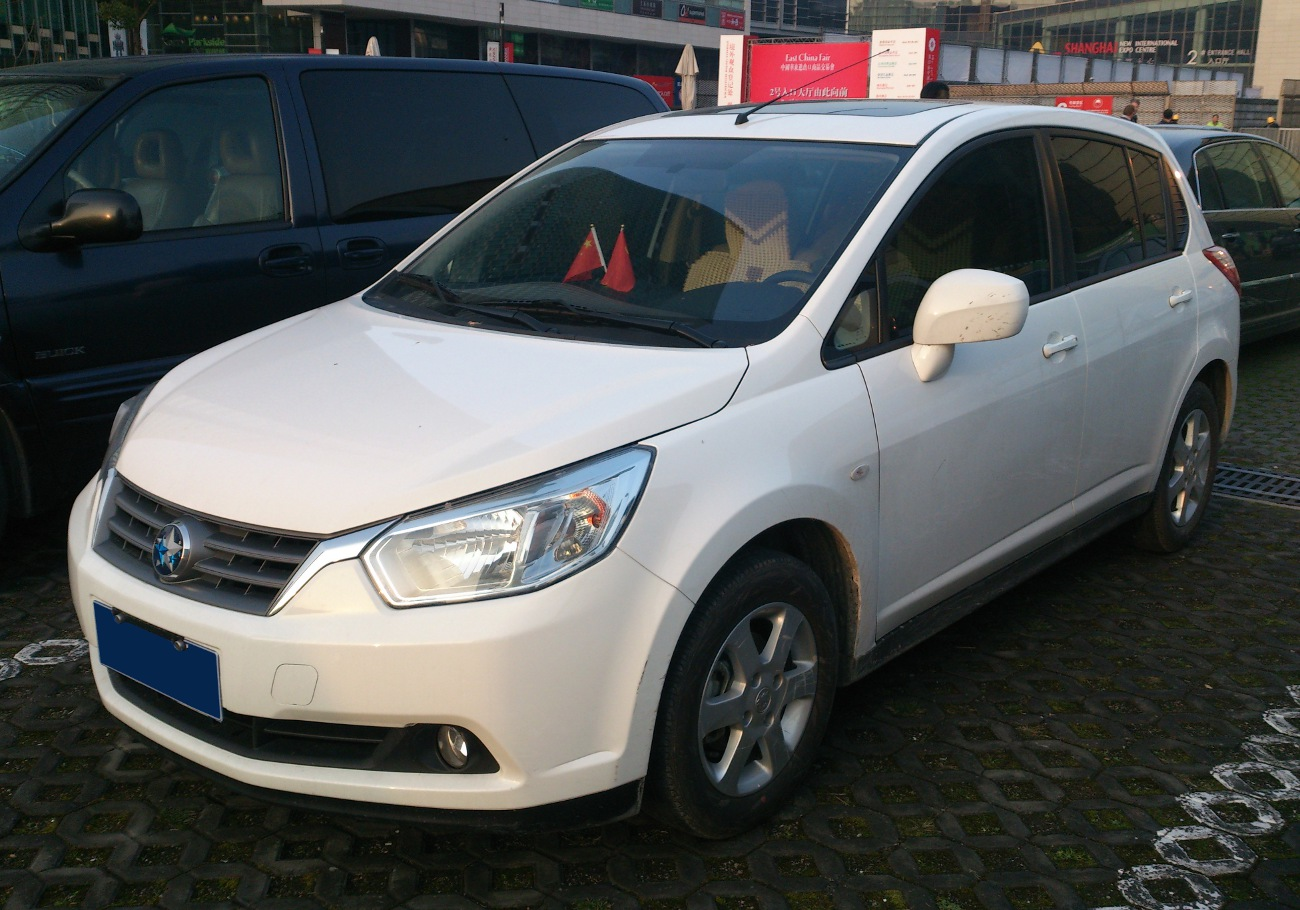
Venucia R50
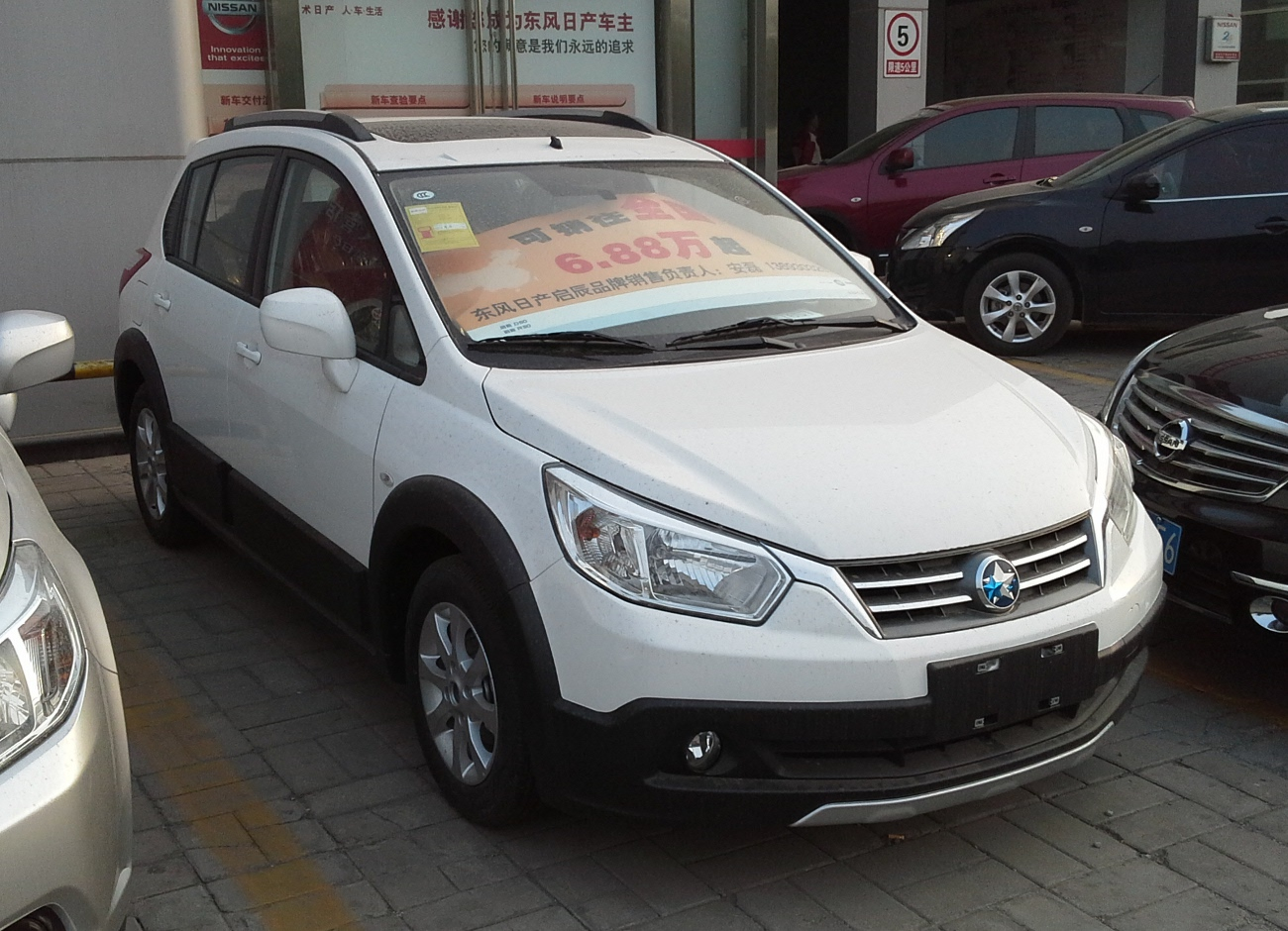
Venucia R50X
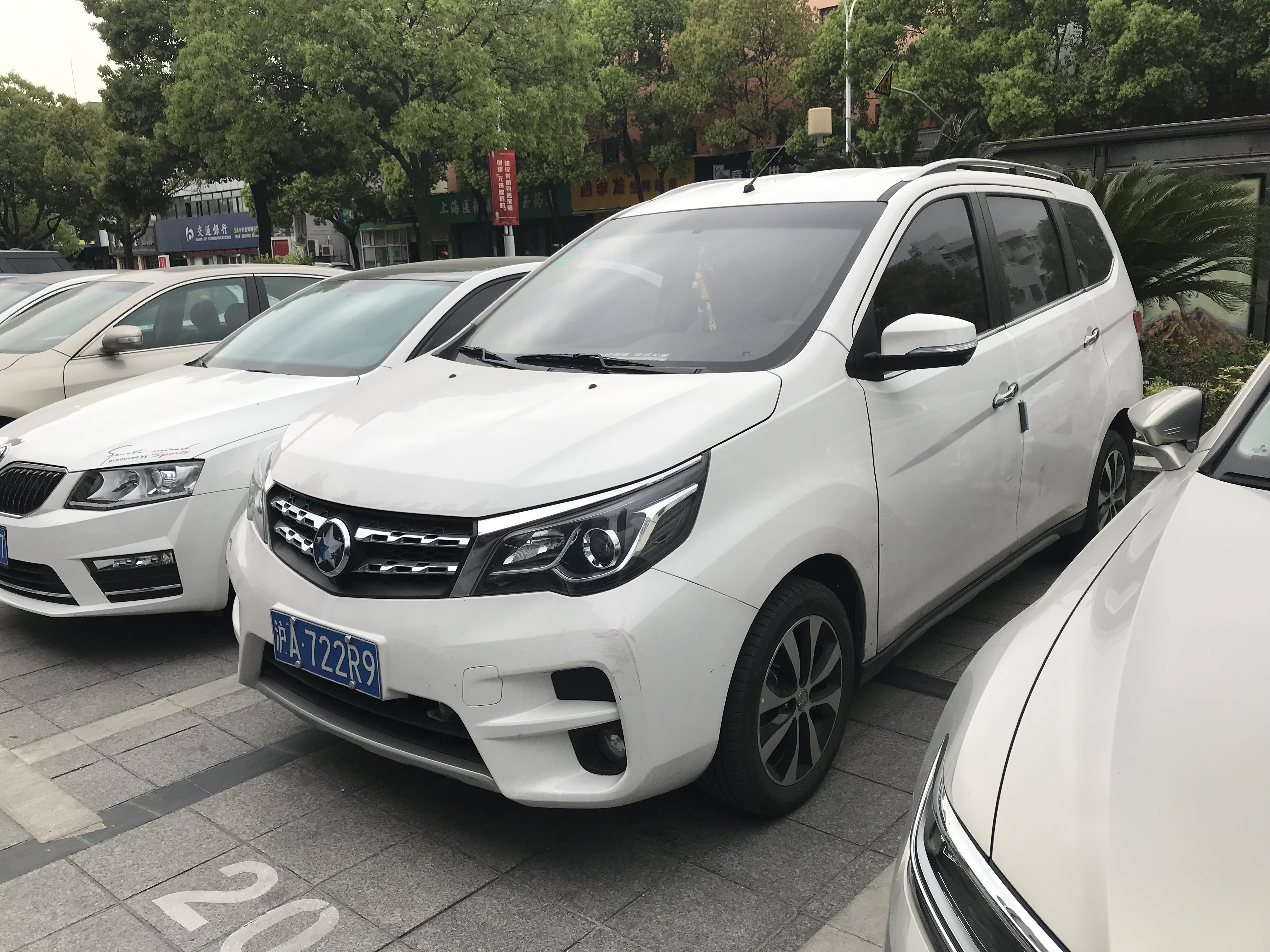
Venucia M50V
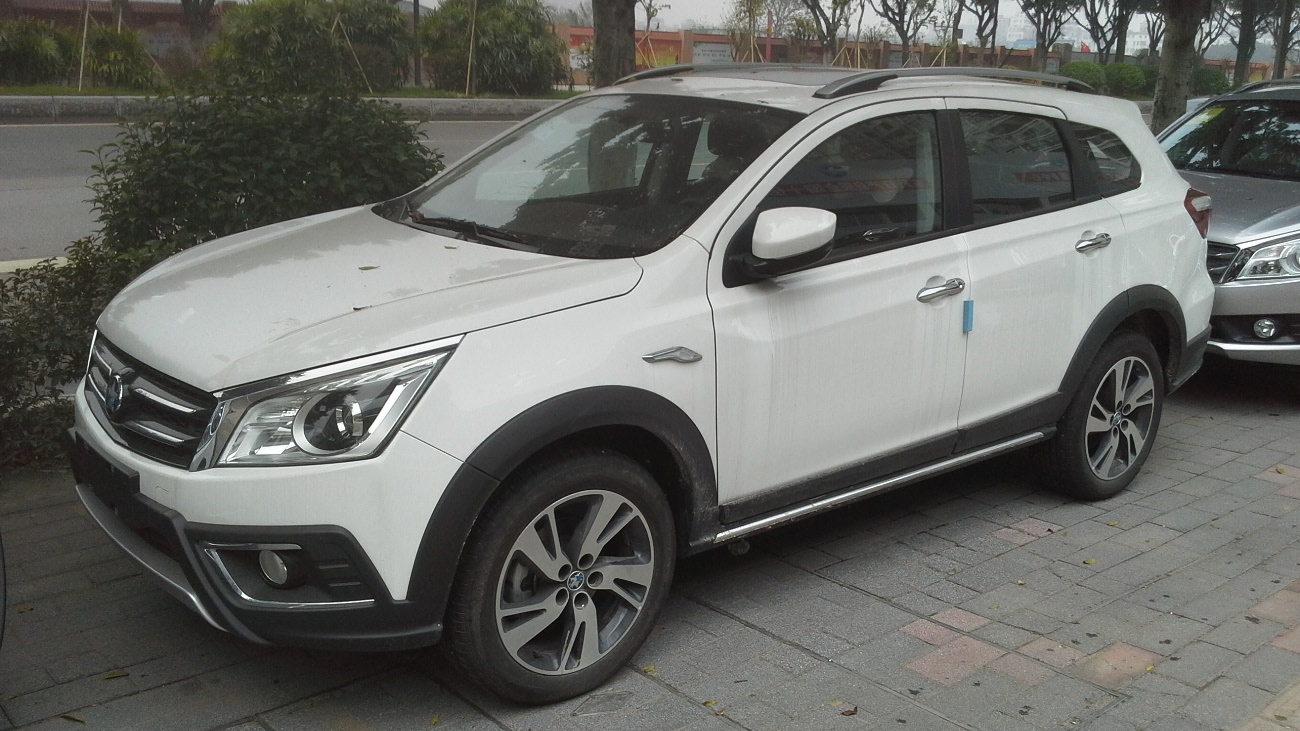
Venucia T70X
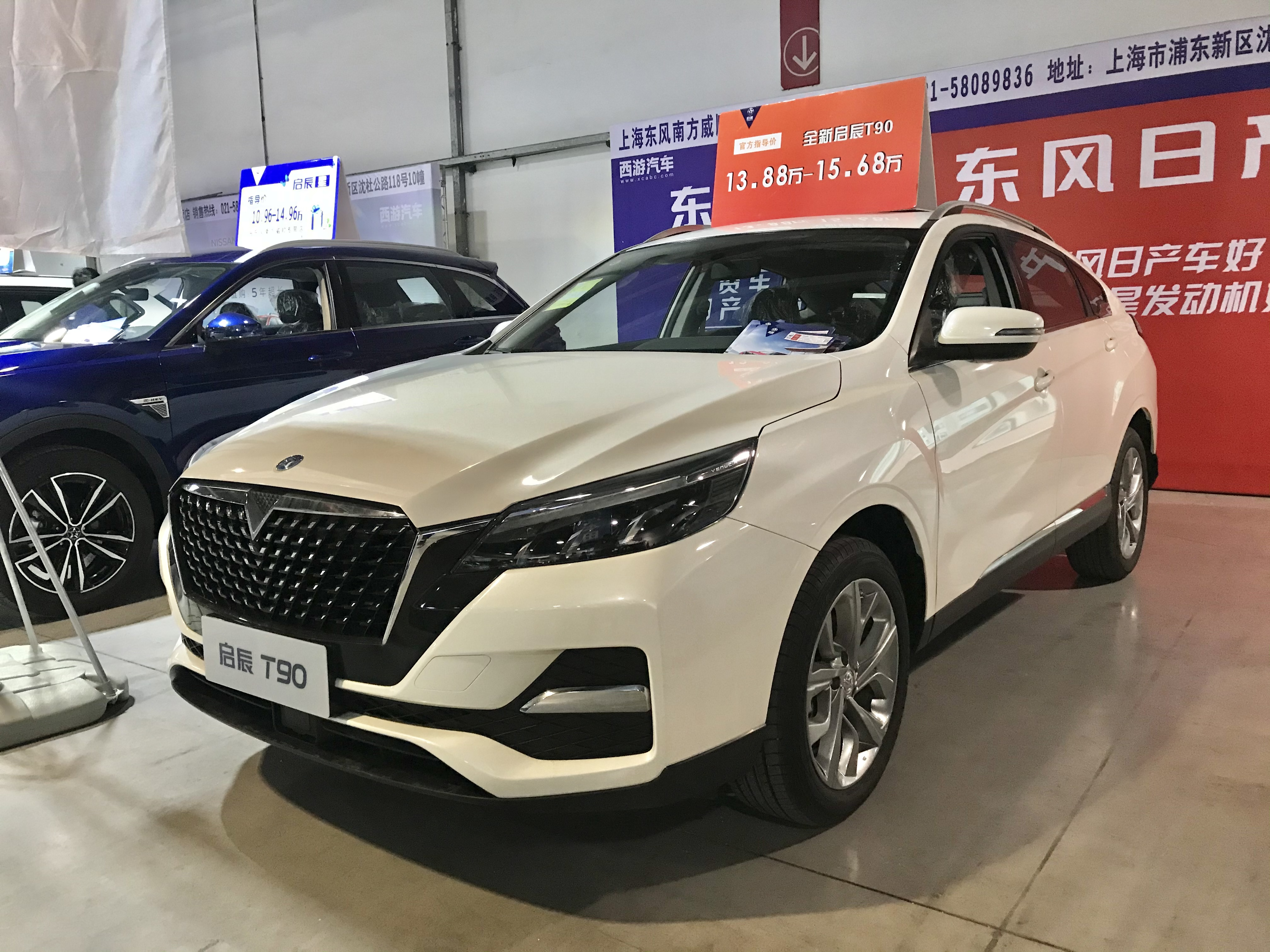
Venucia T90 facelift
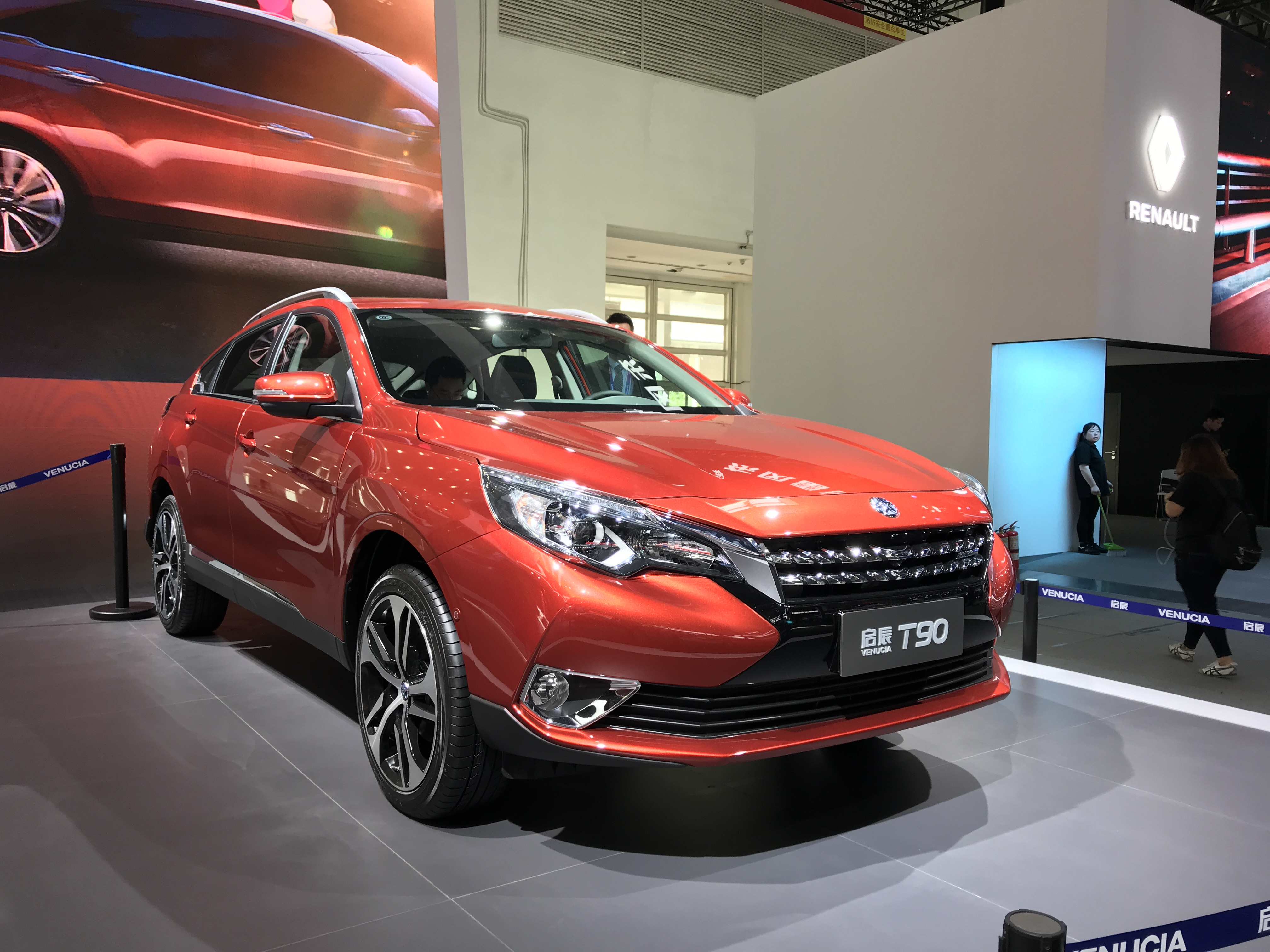
Venucia T90
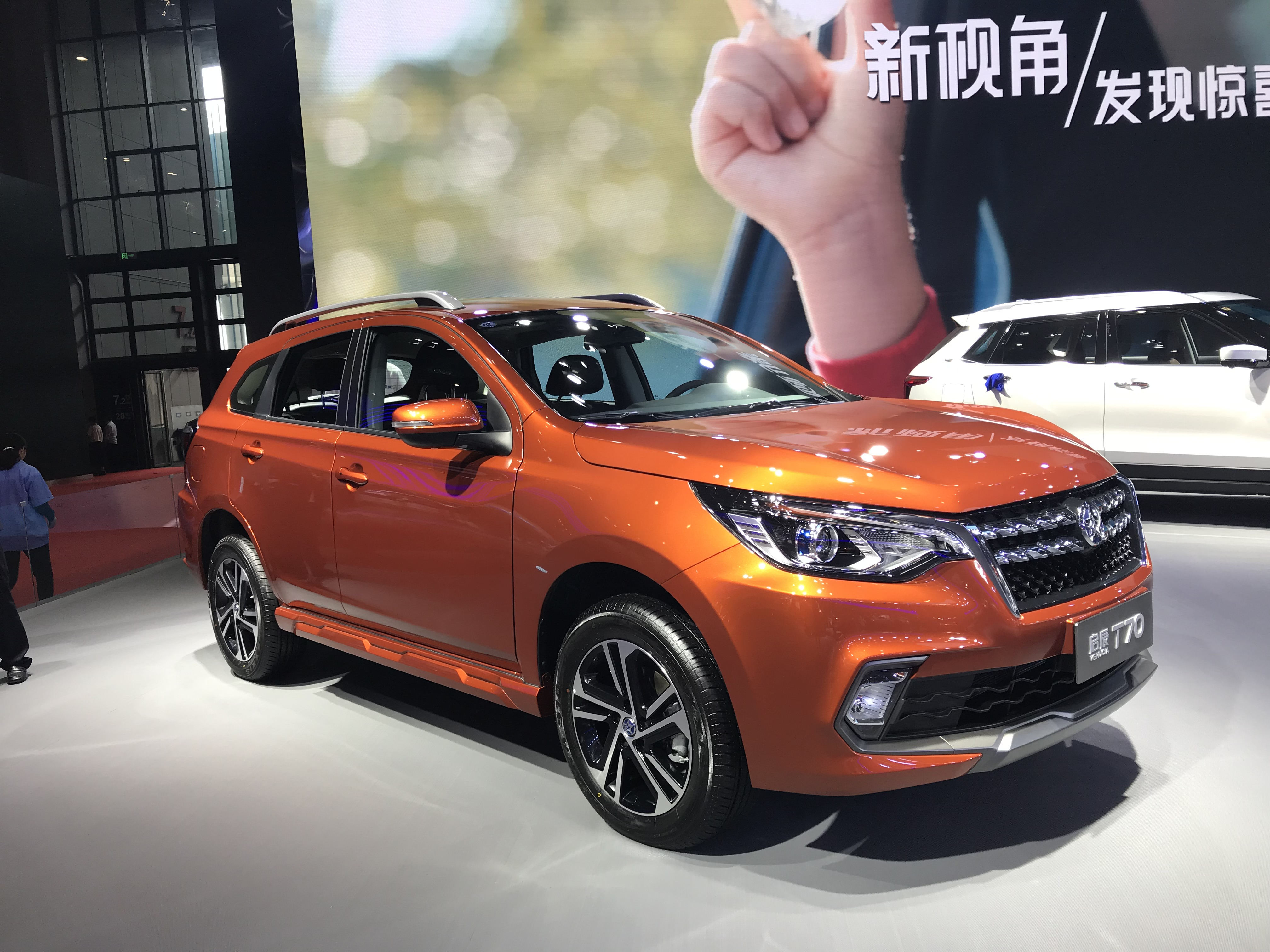
Venucia T70

### 概念車
- 启辰Viwa (電動概念車，2013）[8]
- 启辰 Vow（轿跑车概念，2015）[9]
- 启辰 X（跨界概念，2018）[10]
- 启辰 The V（跨界概念，2019）

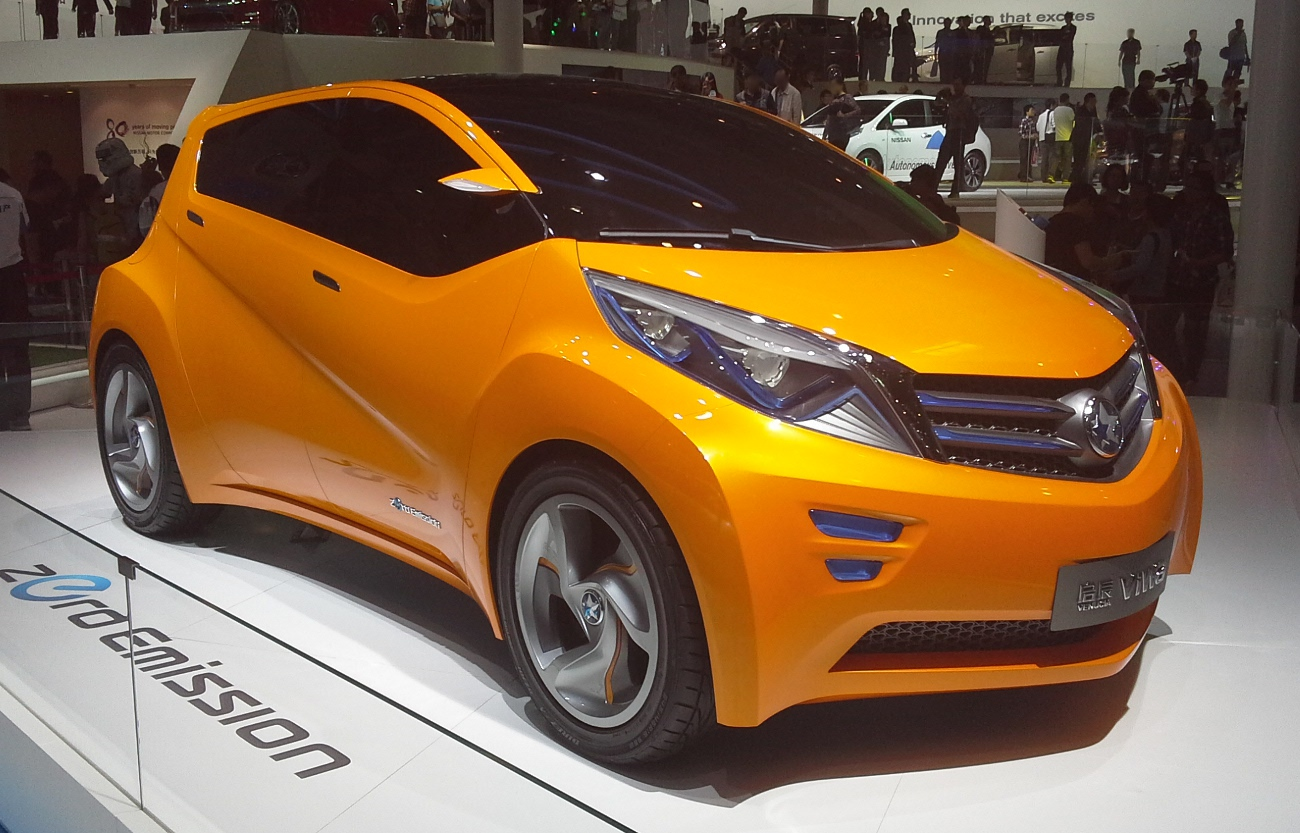
Venucia Viwa Concept
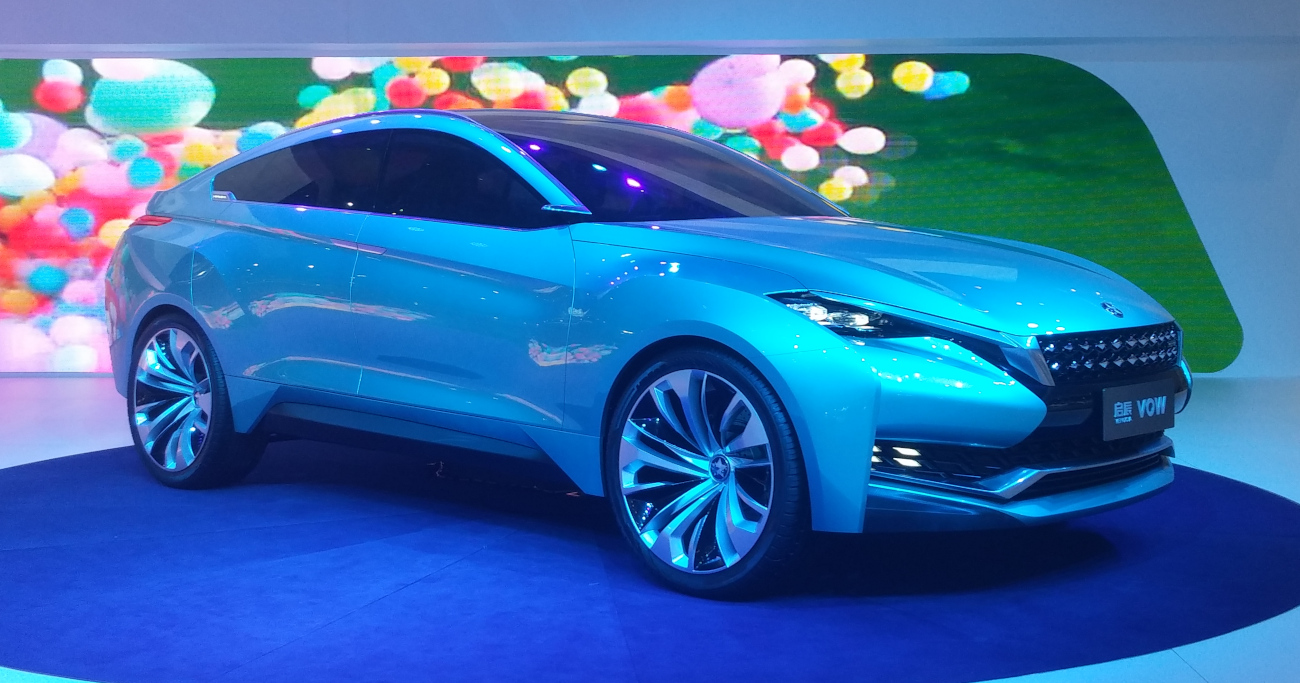
Venucia Vow Conept
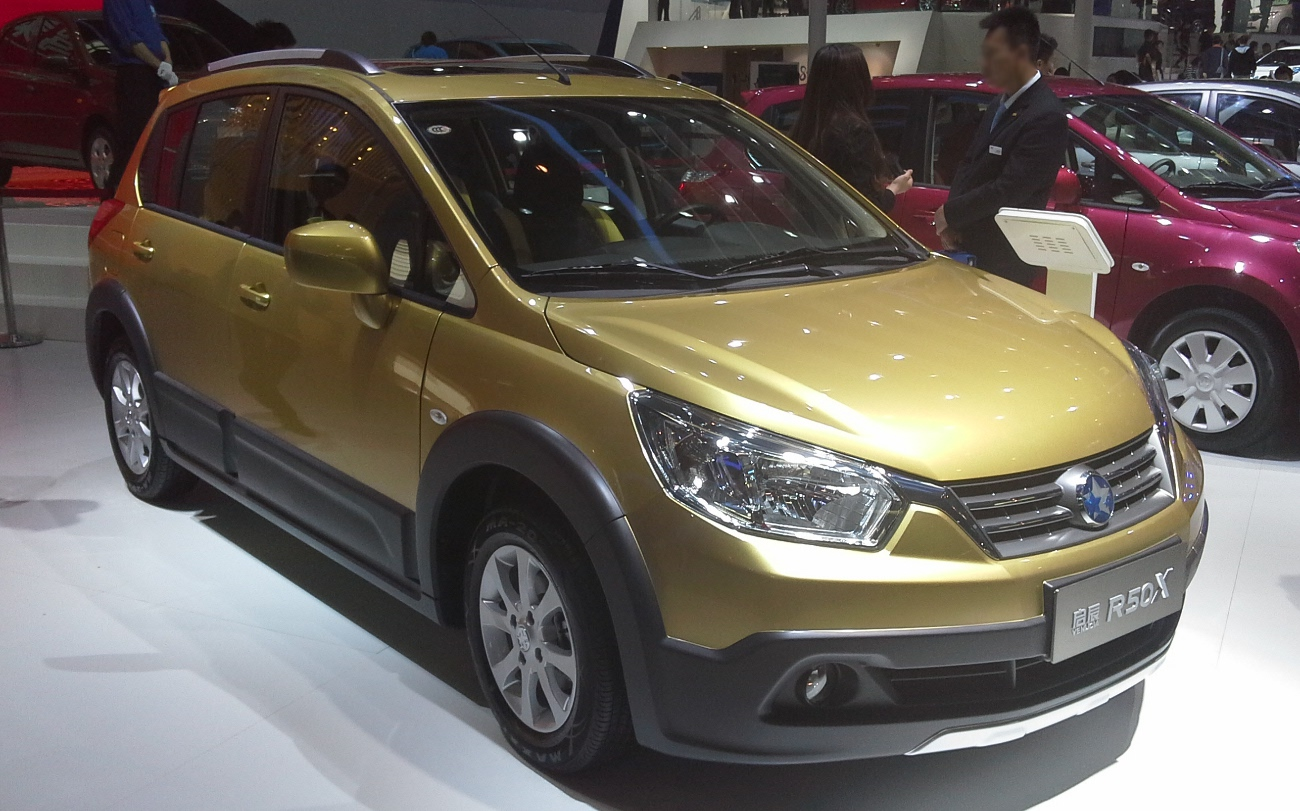
Venucia The X